# サキよみ ジャンBANG!
『サキよみ ジャンBANG!』（さきよみジャンバン）は、2009年4月3日から2014年3月28日まで、テレビ東京系列で金曜 18:00 - 18:30に放送されたバラエティ番組。集英社の漫画雑誌『週刊少年ジャンプ（以下WJ）』と派生雑誌『Vジャンプ』『ジャンプスクエア』『最強ジャンプ』『ジャンプVS』の情報を取り上げていた。字幕放送。

## 概要
『週刊少年ジャンプ』編集部（および派生雑誌編集部）全面協力の下、収録されている漫画についての紹介や、それにちなんだ企画を行う。漫画のみならずアニメ・ゲームなどの関連企画に関しても取り上げている。
WJ本誌とのコラボレーション企画も多く読者ページ「ジャン魂G!」でザリパイの漫画を中心にしたネタ投稿企画が行われている他、番組内で行われたプレゼン対決の勝利者が放送直後の「ジャン魂G!」に出演するなどしている。
タイトルロゴの「ジャン」は、『WJ』のロゴに似せてある。また、スタジオセットはWJのシンボルである海賊をモチーフとして海賊船になっている。

## 出演者

### ジャンBANGファミリー
アッキーナ（南明奈・メインMC）
普通の格好で出演するが、ときおり作品にちなんだコスプレをする。特に多いのは本人が和装好きということもあり、『銀魂』の坂田銀時、『NARUTO』の春野サクラ、BLEACHの死覇装、『るろうに剣心』の緋村剣心など。明奈の部屋や○○王決定戦では進行を務める。
アメザリパイレーツ（アメリカザリガニ）
海賊の衣装を着た2人組。
アメパイ（柳原哲也）
実質的な進行・ツッコミ担当。かなり漫画を読みあさっており、○○王決定戦では解答者として出演する。絶叫マシンが大好きなアッキーナ、普通レベルのザリパイに比べかなりの絶叫マシン嫌いであり、番組内では幾度も経験させられた。また、母である「ママパイ」も時折登場した。
ザリパイ（平井善之）
ボケ担当。親指・人差し指・小指を突き出す「DARO!」というギャグがある。遊戯王世界大会への道や色漫など自分のコーナーを複数持っている。また、色漫での実力を認められたことから最強ジャンプでジャンBANGを題材にした漫画を連載していた。基本はボケだが、○○王決定戦で進行を務めるほか、恋愛系企画でもメンバー唯一の既婚者（当時）ということで進行に回っていた。また、当時の妻である通称「嫁パイ」も顔出しで出演したことがある。
後番組『特捜警察ジャンポリス』2016年1月8日放送回でジャンプフェスタ2016の会場に登場。約2年ぶりの「DARO!」を連発し、MCの中田敦彦らに「番組乗っ取り」「警察VS海賊のバトル」を宣言した。
ブック船長（声 - オキャディー）
海賊の衣装を着たオウム（の人形）でアメザリパイレーツの上司。テーマ発表や進行を行う。リアルタイムで喋っており、ロケにも同行している（登場しない時もあり）。
ヒカリゴケ（片山裕介・国沢一誠）
片山はロック・リーのコスプレをし「ロック・リー片山」としてコーナーなどに出演。国沢はうちはイタチに扮し時折出演する。出演頻度は高く、2012年3月9日放送分にて行われたTシャツデザイン対決では、ザリパイが描いた絵にメインメンバー（アッキーナ・アメパイ・ザリパイ・ブック船長）とともに2人も書かれている。
出演者同士やスタッフ間での交流も深く、プライベートでジャンBANGメンバー・プロデューサーとともにディズニーランドへ行ったことや、南が挑戦した26時間テレビ（フジテレビ系列）・三輪車耐久レースの祝勝会を柳原の家で行うなどかなり親密な関係となっている。 特に、2011年に行われた関西外国語大学でのトークショーには番組と関係なしに南・アメザリ・ヒカリゴケ片山・オキャディーが集結するというミラクルも発生した。

#### 比較的出演頻度の高いゲスト
茨木政彦ほか、集英社の編集者
主に作品の解説として出演。
古屋兎丸、地獄のミサワ
帝一の國（古屋）、カッコカワイイ宣言!（ミサワ）の作者として顔出し出演。
カイザー海馬、シロノス（オモシロジョーク）
遊戯王系企画の時に出演。
佐々木夕介（バンダイナムコゲームスプロデューサー）
NARUTOのゲーム発売時に出演。
森田成一、小林ゆう
BLEACHでの黒崎一護役（森田）、SKET DANCEでの浅雛菊乃役（小林）として特集回に出演。声優でありながらどちらも芸人並に頻繁にいじられる。
井上裕介（NON STYLE）
ONE PIECE系企画を始め、幅広いジャンプ作品の企画に出演。
小島よしお、狩野英孝、児嶋一哉（アンジャッシュ）、村田充、矢口真里
ONE PIECEファンとして「ONE PIECE王決定戦」や関連企画に出演。小島は共演者に同姓の児嶋がいるためか共演者やナレーターからは「よしお（さん）」と呼ばれている。

### インフォマーシャル出演
- 2010年8月6日 - 
  - 市道真央 - WJの読者コーナー・「ジャン魂G!」の4代目アシスタント。本誌では3代目レース（2010年30号）から登場、栞の後任としてコーナーも引き継いだ。ジャンプキャラの誕生日はほとんど覚えているほどの愛読者でもある。
- 2009年4月3日 - 2010年7月30日
  - 栞（現：佐藤栞里） - WJの読者コーナー・「ジャン魂G!」（旧「ジャンプ魂」）の3代目アシスタント。WJ 2010年30号、ジャン魂G!3代目レース終了を待って卒業。同時に本番組からも卒業となった。

### ナレーター
- 金田アキ － 主にVTRのナレーションを担当。第5回ワンピース王決定戦には顔出しで出演し、その間のナレーションはザリパイが務めた。

## テーマソング
オープニングテーマ
「JUMP」 ヴァン・ヘイレン
番組テーマの「ジャンプ」にひっかけて、オープニング曲として使用されている。曲が流れる前には南が「金曜日は、夕御飯の前に読む。サキよみ!」と言った後、南とアメザリが「ジャンBANG!」とタイトルコールしていた。
2009年7月10日放送回（アニメソング大特集）ではブック船長から「キムタクのドラマと被っている」との指摘を受けたレギュラー陣が独自のテーマソングを作ってもらうべくゲストのサンボマスターを相手にクイズで対決したが結果は敗北に終わり、曲を手がけてもらうことはできなかった。

## コーナー
ロック・リー体操
オープニング企画。片山が踊るロック・リー体操をジャンBANGメンバーや視聴者とともに踊る。バージョン2まで制作し、下記のムチャ修行忍伝を挟んで現在はバージョン3を披露している。
ロック・リー片山のムチャ修行忍伝
番組内の企画でロック・リーを名乗るには体力が無いと診断された片山が、視聴者から寄せられた修行（早口言葉を噛まずに言う、剛速球で飛ぶボールを受け止めるなど）に挑戦する。なお、この企画を考案したアッキーナからは「もし企画をやらないのであれば番組永久追放」を言い渡されている（アメパイ曰く「アッキーナはゼロか100だから」）。しかし、どれも難易度が高いため1回も成功しないままロック・リー体操3が完成したため終了となった。
VOMICコーナー
漫画の絵を元に画面効果を加えた映像に声優が声をあてる、声（VOICE）と単行本（COMIC）を融合したコーナー。一部の作品は集英社ヴォイスコミックステーションサイト「VOMIC」にて配信される。
ジャンプ公認○○王決定戦
ジャンプ編集部公認で行われる一つの漫画に詳しい人を決定する大会。これまでにONE PIECE（5回）、NARUTO（2回）の2作品で行われる。出場者には無類の漫画好きであるアメパイも参加し、司会進行はアッキーナとザリパイで行われる。
一般的なキャラクター名やセリフを当てる問題の他にも山手線ゲームやアッキーナクイズ（アッキーナが描く絵を見て何のキャラかを当てる）、体感ゲームを使ったチャレンジなど幅広い知識と作品愛が試される。
NARUTOのアニメはテレビ東京系列で放送されているため問題として出題されるが、ONE PIECEはフジテレビ系列で放送されているため、主に漫画版をベースとして出題される。
第5回ONE PIECE王開催前には前回惨敗したメンバーを集め強化特訓を実施、さらに最下位になった人は第5回の出場権を剥奪されるペナルティが課されることとなり、アメパイが出場権剥奪。代わりに金田が参戦した（アメパイはセコンドとして参加）。
歴代王者
- 第1回・第2回ONE PIECE王：矢口真里
- 第3回ONE PIECE王：小島よしお
- 第4回ONE PIECE王：セイワ太一（エルシャラカーニ）
- 第5回ONE PIECE王：金田アキ

明奈の部屋
徹子の部屋風にゲストとトークを行う。オープニングではアッキーナが鼻をつまんで黒柳徹子の声マネをしながら、一切噛まずにゲストを紹介するのが恒例。
教えて先生
ジャンプ&派生雑誌に連載している作家に視聴者からの質問に答えてもらう。
ザリパイの遊戯王カード世界大会への道
番組内で遊☆戯☆王を初特集した際に始まったミニコーナー、ザリパイが遊戯王の世界大会を目指し特訓や店舗予選に挑む。しかし、2009年は店舗トーナメントに出場しなかったため除外、2010、2011年も負け続け店舗予選で敗退している。2012年は自力では世界大会に進めないと踏んだザリパイが「ザリパイJAPAN」として新設された小学生クラスで優勝するべく、強者小学生デュエリストをスカウト。その後、ザリパイJAPANの中から国内最終予選進出者が1人誕生、スカウトしたメンバーとともに日本代表選出をめざし特訓を実施。決勝大会へは進めなかったものの、特別に決勝大会を見学。さらにジャンBANGメンバーによる司会や優勝者とのエキシビジョンマッチを行った。
ザリパイカップ
2010年の世界大会に進めなかったザリパイが勝手に世界大会を主催。本家決勝大会が行われるロングビーチではなく大磯ロングビーチにて行われ、ザリパイ自らが選んだ小学生デュエリスト（しかもサッカーが趣味などデュエル一筋ではなさそうな子たち）を集め開催。ザリパイは何とか予選ステージは突破したものの決勝トーナメントで敗退、しかし、主催者権限で優勝者との最終決戦に登場（ただし、アッキーナ達との取り決めで負けた場合は丸坊主になるリスクを背負う。）するも惨敗したため丸坊主にされてしまった。
最強ジャンプ特集
月1回発売される最強ジャンプについての特集回。刊行ペースとなる1ヶ月に1回 - 2ヶ月に1回放送される。通常の最強ジャンプ内から1作品をピックアップする企画の他に以下の企画が行われる。
アメパイの最強ジャンプ連載プレゼン→最強塾
相方のザリパイが最強ジャンプに連載していることに嫉妬したアメパイが最強ジャンプのレギュラーコーナーを持つためロケを敢行、そのVTRを編集者陣に見せ採用か不採用かを決める。3回目のプレゼンで「最強塾（アメパイと最強キッズ達がいろいろな物事に挑戦する）」の企画が通り、無事にレギュラーコーナーを持つことができた。
ザリパイ先生の4コマ漫画コ〜ナ〜DARO!一部公開
ザリパイが連載している「サキよみ ジャンBANG!発 ザリパイ先生の4コマ漫画コ〜ナ〜DARO!」のその月に発売されるネタの中から一本をオチ手前の3コマ目まで放送する。漫画内は実際にジャンBANGメンバーが声を当てている。

Shueishaインフォマーシャル
市道真央が『WJ』『Vジャンプ』『ジャンプスクエア』のいずれかの最新号を紹介。発売前の号は表紙のシークレット部分 が画面上で隠されている場合もある。
エンディング&ザリパイの色紙漫画コーナー
その回で取り上げた漫画の作者が描きおろしたイラスト色紙を紹介し、スタジオセットの壁に並べて貼っていく。
また、ザリパイの色紙漫画コーナー（現在はザ・色漫）では、ザリパイが描いた直筆色紙（その日特集した漫画・内容・出演者などをネタにしたイラスト）を出している。ザリパイの画像は携帯サイトで壁紙としてダウンロードできる。また、最強ジャンプを特集した際には最強ジャンプに連載しているザリパイが上記の正式なものと色漫用の2枚を描いた。現在では、スタジオ外ロケなどで漫画家のイラスト色紙が無い週にも色漫のみ行われている。

## 備考
- エンディング曲は当時テレビ東京系列で放送されているジャンプ原作のアニメの主題歌などが週代わりで流れるようになっており、その曲を歌うアーティストのPVやコメントムービーが挿入されることもある（2010年4月以降はソニー・ミュージックエンタテインメントとマーベラスAQL（旧マーベラスエンターテイメント）関連の楽曲しか採用されていない）。
- 2011年3月11日は100回記念スペシャルである台湾の回を放送する予定だったが、東北地方太平洋沖地震が発生し報道特別番組のため休止した。その翌週は、「ROCK MUSICAL BLEACH」特集が放送され、100回記念スペシャルは100回突破記念スペシャルとして2011年3月25日に放送された[3]。
- 2013年7月26日は『AKB子兎道場』の休止設定により、17:30-18:30の1時間の拡大版が放送された。
- 番組開始から2014年3月28日までの放送枠であった金曜夕方18:00-18:30枠では1991年9月に放送枠を移動した『トキメキ応援TV!』以来18年半ぶりの非アニメ番組。本番組の開始により金曜夕方からアニメ枠が消滅、この期間テレビ東京系列では金曜日にアニメが全く放送されていなかった[4]。

## VOMICコーナー
漫画の絵を元に画面効果を加えた映像に声優が声をあてる、声（VOICE）と単行本（COMIC）を融合したコーナー。一部の作品は集英社ヴォイスコミックステーションサイト「VOMIC」にて配信される。

## スタッフ
- 企画：近藤裕、杉山豊
- 構成：江戸川ダビ夫、コバヤシマナブ
- 協力：集英社「週刊少年ジャンプ」編集部、「ジャンプSQ」編集部、「Vジャンプ」編集部、「ジャンプ」編集部
- 技術協力：共同テレビジョン、戯音工房、ザ・カラーズ、タブリエ・コミュニケーションズ、ツーファイブ、千代田ビデオ、FREEWAYS
- 美術協力：アートフォー、ル・オブジェ・アール・スタジオ、インターナショナルクリエイティブ、テレフィット、京阪商会、東京衣裳、Pace Co.,Ltd.、奥松かつら
- 番組宣伝：青木亮介→野口かず美→石原裕也（テレビ東京）
- 音楽協力：テレビ東京ミュージック
- AD：後河佑宣、十枝内かおり、小荷田麻美
- AP：沢口恵美
- ディレクター：上田友博、小倉夕希子（途中まで）、小木曽由衣、根本太郎
- 演出：芦田政和（途中まで）
- プランニングマネージャー：番泰之→廣部琢之（テレビ東京）
- プロデューサー：東不可止→和田慎之介→菅沢正浩（テレビ東京）、一丸拓之
- 制作協力：ジャンプコーポレーション
- 製作：テレビ東京、電通